# 欣奇曼 (密歇根州)
欣奇曼（英語：Hinchman）是位於美國密歇根州貝林縣的一個非建制地區。

## 地理
欣奇曼所處的海拔為高於海平面201米（即659英呎），而該地所採用的時區為UTC-5，即北美东部時區（EST）。同時該地設有夏令時間，為UTC-5調快一小時，即UTC-4（EDT）。